# 46 f.Kr.
| 46 f.Kr.           |
| ------------------ |
| Dødsfald - Fødsler |
|                    |

## Begivenheder
- Julius Cæsar får reformeret den romerske kalender og skaber den julianske kalender. Han indsatte tre skudmåneder i overgangsåret 46 f.Kr. for at bringe orden i de rodede kalenderforhold og få månederne til at passe med årstiderne. Året blev derved på 455 dage og kaldtes af romerne for forvirringens år.

## Født
- Publius Quinctilius Varus, romersk politiker og general (død 9 e.Kr. i Germanien)

## Dødsfald
- Vercingetorix, gallisk høvding og hærfører (født 80 f.Kr.)